# Slovensko-italijanska meja
Slovensko-italijanska meja je 232 kilometrov dolga državna meja med Republiko Slovenijo in Republiko Italijo.       

## Pot
Meja se začne v Alpah na trotočki, ki povezuje avstrijsko-italijansko mejo in avstrijsko-slovensko mejo. Konča se ob Jadranskem morju.     